# Herstellung von Kraftwagen und Kraftwagenteilen
Herstellung von Kraftwagen und Kraftwagenteilen ist ein Wirtschaftszweig nach den Statistikklassifikationen International Standard Industrial Classification (ISIC) und Statistische Systematik der Wirtschaftszweige in der Europäischen Gemeinschaft (NACE, EU-Version).

## Definition
Die Abteilung hat die Codenummer C 29 und umfasst folgende Gruppen:
C 29.1 Herstellung von Kraftwagen und Kraftwagenmotoren – die Kraftfahrzeughersteller und die Motorenhersteller am Kfz-Markt
C 29.2 Herstellung von Karosserien, Aufbauten und Anhängern – Kraftfahrzeugausrüster, Anhängerhersteller, u. ä.
C 29.3 Herstellung von Teilen und Zubehör für Kraftwagen – als Teil der Autozulieferindustrie
Herstellung von Kraftwagen und Kraftwagenteilen ist Verarbeitendes Gewerbe/Herstellung von Waren (C) und gehört zur Automobilindustrie. Ingenieursmäßig ist die Branche der produktive Teil des Fahrzeugbaus.
Die Abteilung umfasst „die Herstellung von Kraftwagen zur Personen- oder Güterbeförderung. Sie umfasst ferner die Herstellung verschiedener Teile und Zubehör sowie die Herstellung von Anhängern und Sattelanhängern.“ Dazu gehört die Herstellung von:
- Personenkraftwagen (Pkws)
- Nutzkraftwagen; Lieferwagen, Lastkraftwagen, Sattelstraßenzugmaschinen (Lkws u. ä.)
- Bussen, Oberleitungsbussen und Reiseomnibussen
- Kraftwagenmotoren (einschließlich Werksüberholung von Kraftwagenmotoren)
- Fahrgestellen für Kraftfahrzeuge
- Herstellung von sonstigen Kraftwagen (Schneemobile, Golfwagen, Amphibienfahrzeuge; Löschfahrzeuge, Straßenkehrmaschinen, Fahrbüchereien, gepanzerte Fahrzeuge usw.; Betonmischwagen; Geländefahrzeuge, Gokarts und ähnlichen Fahrzeuge einschließlich Rennwagen)

Nicht unter die Klasse fallen Sparten wie Instandhaltung und Reparatur von Kraftwagen (45.20), Herstellung von Zugmaschinen für Landwirtschaft, Bau oder Bergbau, geländegängigen Muldenkippern (fällt unter Maschinenbau: Herstellung von Maschinen für sonstige bestimmte Wirtschaftszweige, 28.9), von Panzern und sonstigen Kampffahrzeugen (C 30 Sonstiger Fahrzeugbau), und auch nicht die Herstellung von Elektromotoren für Kfz und von elektrischem Zubehör (C 27  Herstellung von elektrischen Ausrüstungen, wohl aber direkter elektrischer und elektronischer Ausrüstung am Fahrzeug sowie Anlassermotoren unter 29.3) sowie  Motorzubehör (ebenfalls Maschinenbau: Herstellung von Verbrennungsmotoren und Turbinen 28.11)